# 익스
익스(Ex)는 MBC 대학가요제 출신의 혼성 밴드이다. 당시 경북대학교에 재학 중이었던 이상미(리드보컬), 대구대학교 방지연(베이스), 영남대학고 공영준(드럼)으로 구성된 그룹이다.
이들은 지난 2005년 MBC 대학가요제에서 〈잘 부탁드립니다〉라는 노래로 마지막 참가지로 무대에 올라가 무대를 긴시간 진행된 생방송 무대를 첫소절로 휘어잡으며 대상을 차지하였다. 자신의 미니홈피에 올려진 리드보컬 이상미의 사진들이 화제가 되어 Ex가 많은 프로그램에 출연하게 되었으나, 이를 두고 항간에서는 당시 시청률 부진에 시달리던 MBC가 시청률을 만회하겠다는 생각에 신인 밴드를 이용하는 것이 아니냐는 비판도 있었다.
한편, 이들은 정식 가수 데뷔를 위해 군 문제가 있는 두 멤버, 박동휘와 박광래를 제외한 3인조 밴드로 거듭났다.
2007년 9월 12일 정규 음반 《Tell The Story》를 발매했고, 2009년에 Ex는 공식 해체되었다.

## 멤버 구성
- 대학가요제 출전 당시 : 이상미(리드보컬), 방지연(베이스), 공영준(드럼), 박광래(기타), 박동휘(키보드)
- 2007년 : 이상미(리드보컬), 방지연(베이스), 공영준(드럼)

## 음반
- 2007년 싱글 - 연락주세요
- 2007년 1집 - Tell The Story